# Згорани
Згора́ни — село в Україні, у Головненській селищній громаді Ковельського району Волинської області. Розташоване за 15 кілометрів від м. Любомля та залізничної станції Любомль. Населення становить 1381 особу. Колишній орган місцевого самоврядування — Згоранська сільська рада.

## Географія
На північній околиці села — мальовниче Велике Згоранське озеро (див. також Згоранські озера).
Через Згорани протікає річка Нережа, впадає у Велике Згоранське озеро, яке омиває село з півночі. З озера витікає річка Тенетиска, притока Прип'яті (басейн Дніпра).
Через село проходить дорога місцевого значення Т 0302, ділянка Шацьк—Любомль.

## Історія
Перша згадка про Згорани належить до 1674 року.
З давніх часів село Згорани було відоме своїми лляними ткацькими виробами. В середині 19 століття тут було 122 будинки і 800 жителів. Наприкінці століття — 149 будинків і 904 мешканці, церква з 16—18 століття, народна школа, гуральня. Село було центром Згоранської волості, до якої належало 11 сіл, 1216 селянських домів, 8245 жителів і 19589 десятин селянської землі.
У 1906 році село складалось з 151 двору, тут мешкало 922 мешканці. Поштовою адресою було місто Любомль.
За переписом 1911 року в Згоранах було 1105 жителів, волосне правління, фельдшерський пункт, горілчана крамниця, 2 продуктові крамниці і відбувалися 2 ярмарки на рік.
У період Другої речі Посполитої (1920–1939 роки) село було адміністративним центром ґміни Зґорани Любомльського повіту Волинського воєводства.
У 1935 році в селі мешкало 2717 осіб. Після радянської анексії західноукраїнських земель село було адміністративним центром Згоранського (Головнянського) району.
30 червня 1941 року було окуповане німецькими військами. За роки окупації в селі Згорани було розстріляно і спалено 14 осіб, також 12 осіб вивезено на примусові роботи до Німеччини. Єврейське населення села, яке змогло уникнути розстрілів, переселилось на хутір Турово між селами Згорани і Головно.
Влітку 1942 року між селами Згорани і Власюки на автошляху Любомль — Шацьк відбувся бій загону ОУН-УПА, очолюваного В. Кушніром, із німецькими військами, які вивозили молодь на примусові роботи в Німеччину з найближчих сіл, у результаті якого 15 осіб було визволено, німецькі війська та повстанці понесли великі втрати.
21 липня 1944 року війська 1-ого Білоруського фронту зайняли село. Після цього почалась насильна мобілізація чоловіків на фронт і на відбудову зруйнованого війною господарства. 21 згоранець з тих, що пішли влітку 1944 року на фронт, не повернувся з війни додому.
В радянські часи в Згоранах знаходилась центральна садиба колгоспу «Правда». Вирощувалися зернові і технічні культури, розвивалось м'ясо—молочне тваринництво.
Наприкінці 1960-х років тут мешкало 1434 мешканці.

## Населення
Згідно з переписом УРСР 1989 року чисельність наявного населення села становила 1493 особи, з яких 746 чоловіків та 747 жінок.
За переписом населення України 2001 року в селі мешкало 1478 осіб.

### Мова
Розподіл населення за рідною мовою за даними перепису 2001 року:
| Мова       | Відсоток |
| ---------- | -------- |
| українська | 99,57 %  |
| російська  | 0,29 %   |
| білоруська | 0,14 %   |

## Соціальна інфраструктура
Серед основних об'єктів інфраструктури села слід відзначити:
- Згоранську ЗОШ І—ІІІ ступенів;
- будинок культури;
- бібліотеку;
- дитячий садок;
- відділення зв'язку;
- фельдшерсько-акушерський пункт.

В селі Згорани розташований міжобласний дитячий протитуберкульозний санаторій «Згорани» на 200 місць.

## Релігія
В селі діє Дмитрівська церква УПЦ МП, яка збудована в 1674 році і є пам'яткою архітектури національного значення.

## Пам'ятники
В Згоранах розташований пам'ятник односельчанам, які загинули під час Німецько-радянської війни, відкритий у листопаді 1969 року.
У 2000 році поблизу села на місці загибелі очільника загону УПА Володимира Кушніра встановлено пам'ятний хрест.

## Згорани у художній літературі
У Згоранах відбувається значна частина подій романів «Століття Якова», «Соло для Соломії», «Діва Млинища» написаних українським письменником, уродженцем Згоран Володимиром Лисом.

## Відомі уродженці
- Данилюк Архип Григорович — етнограф, географ-краєзнавець, кандидат історичних наук.
- Лис Володимир Савович — український журналіст, драматург, письменник.